# Harold Adair Nisbet
Harold Adair Nisbet (* 22. Juni 1873 in London; † 12. März 1937 ebenda) war ein englischer Tennisspieler.
Nisbet nahm von 1894 bis 1900 am Turnier von Wimbledon teil. Im Einzel gelang ihm in den Jahren 1886 und 1900 mit dem Einzug ins Halbfinale sein größter Erfolg. Im Doppel erreichte er in Wimbledon vier Mal das Finale: 1896 an der Seite von Reginald Doherty, 1898 und 1899 mit Clarence Hobart und 1900 mit Herbert Roper Barrett. Auch bei den US-amerikanischen Meisterschaften konnte er mit Harold Mahony ins Doppelfinale einziehen. Einen Titel konnte er jedoch nicht gewinnen.